# 西梅萊佐河
西梅萊佐河（義大利語：Melezzo Occidentale）是意大利的河流，位於該國北部阿爾卑斯山脈地區，河道全長13公里，發源自德羅尼奧以西，最終在多莫多索拉注入托切河。
46°10′49″N 8°45′26″E / 46.18028°N 8.75722°E